# Antonio Carnicero
Antonio Carnicero Mancio (Salamanca, 10 de enero de 1748-Madrid, 21 de agosto de 1814) fue un pintor y grabador español. Trabajó para la corte en la Real Fábrica de Tapices de Santa Bárbara y otros desempeños cultivando un estilo en el que se encuentran rasgos del Rococó y el Neoclasicismo.

## Biografía
Hijo del escultor Alejandro Carnicero, viajó a la corte madrileña en 1749 acompañando a su padre, a quien, llamado por Felipe de Castro, se le había encargado un conjunto de esculturas para las estancias reales. También fue pintor su hermanastro Isidro Carnicero. Ingresó en la Real Academia de Bellas Artes de San Fernando en 1758 y con doce años fue becado por la Academia para ir junto con su hermano Isidro a ampliar sus estudios de pintura en Roma.
En 1766 regresa a Madrid donde comenzó a pintar para instituciones civiles y eclesiásticas, clientes particulares y, posteriormente, para la Casa Real colaborando desde 1775 con José del Castillo en la ejecución de cartones para tapices. De este período la Academia conserva un lienzo titulado Vista de la erupción del Vesubio en el que Carnicero despliega todo sus dotes como colorista. También trabajó como decorador teatral con realizaciones para el Teatro de la Cruz y el Teatro del Príncipe documentadas en 1785.
Destacó como dibujante y grabador. De su habilidad son muestra la serie pintoresca Trajes de España e Indias (1777), su serie de grabados sobre Tauromaquia (1790) o la de retratos de personajes españoles ilustres (1788). Participó con sus estampas en el proyecto editorial que la Real Academia Española preparó de una impresión de lujo de El Quijote, que fue editado por Joaquín Ibarra en 1780 y 1782, y supuso un hito en la edición del clásico por excelencia de la literatura española. 
Obtuvo un gran resultado con la obra La coronación del rey Alfonso XI y la reina María, su mujer en el concurso convocado para decorar la iglesia de San Francisco el Grande de Madrid. En 1783 o 1784 se convierte en cronista ilustrando la Ascensión de un Montgolfier en Aranjuez, que puede reflejar dos acontecimientos: uno datado el 5 de junio de 1784, en que el aeróstato del francés Bouclé se elevó en los jardines de Aranjuez ante la presencia de la corte y del pueblo vestido de majos; o bien otra que se produjo el 23 de noviembre de 1783 en París, protagonizada por el marqués d'Arle y Pilastre de Rozier.

### Pintor de cámara del rey
En 1796, y tras varios intentos fallidos en 1788, 1792 y 1793, Carnicero fue nombrado pintor de cámara del rey, trabajando desde entonces principalmente como retratista de la familia real y otros ministros de la corte —retratos de Manuel Godoy joven o Pedro Rodríguez de Campomanes— y como pintor de cartones para tapices.
Fue maestro de dibujo de los infantes de la familia real, especialmente del entonces príncipe de Asturias Fernando VII. La relación con el príncipe atrajo sobre Carnicero la sospecha de estar implicado en la llamada conspiración de El Escorial que en 1806 dirigió Fernando con el fin de destronar a su padre, hasta el punto de ser arrestado el 7 de noviembre de 1807 permaneciendo más de diez días en esta situación hasta que fue liberado.
A partir de 1809 se vio obligado, al igual que Francisco de Goya, a trabajar para José I Bonaparte para no perder su puesto de Pintor de Cámara. A Antonio Carnicero —a diferencia del aragonés— le fue incoado un proceso para ser apartado de su puesto al entender que había servido al rey extranjero. La petición de súplica de Carnicero no llegó a tiempo de ser reintegrado a su cargo, puesto que murió el 21 de agosto, pocos días antes de la amnistía proclamada por Fernando VII en 1814.